# Mudá
Mudá – gmina w Hiszpanii, w prowincji Palencia, w Kastylii i León, o powierzchni 6,81 km². W 2011 roku gmina liczyła 100 mieszkańców.